# Cositte
Die Cositte ist ein kleiner Fluss im Norden von Sachsen-Anhalt. Ihren Anfang nimmt sie in der Nähe von
Gethlingen im Landkreis Stendal, wo sie aus der Vereinigung vom  Balsamgraben und dem Hufergraben mit weiteren namenlosen Gräben „entsteht“.
Der Abflussweg durch die Wische ist nach Nordwesten orientiert. An ihrem zwölf Kilometer langen Weg liegen die  Ortschaften Rohrbeck, Calberwisch und Meseberg, bevor sie bei Dobbrun, einem Stadtteil von Osterburg (Altmark), in die Biese mündet.